# Karin Boldemann
Karin Boldemann (* 6. Oktober 1940 in Berlin) ist eine ehemalige deutsche Turnerin.

## Karriere
Karin Boldemann wurde bei den Olympischen Spielen 1960 in Rom mit der deutschen Mannschaft Sechste im Mannschaftsmehrkampf. Ihr bestes Einzelresultat erzielte sie mit Rang 40 im Sprung.
Auf nationaler Ebene konnte sie bei den DDR-Meisterschaften 1959 den dritten Platz im Einzelmehrkampf sowie drei Vizemeisterschaften (1959 Boden und Schwebebalken, 1960 Sprung) erkämpfen.